# Wojak żółtogardły
Wojak żółtogardły (Sturnella neglecta) – gatunek średniej wielkości ptaka z rodziny kacykowatych (Icteridae), zamieszkujący Amerykę Północną. Nie jest zagrożony. W locie wykonuje kilka gwałtownych uderzeń skrzydłami, po których następuje krótki ślizg; widoczne wyraźnie białe skrajne sterówki.

## Systematyka
Blisko spokrewniony z wojakiem obrożnym (S. magna). Autorzy Handbook of the Birds of the World uznawali wojaka żółtogardłego za gatunek monotypowy, ale Międzynarodowy Komitet Ornitologiczny (IOC) wyróżnia dwa podgatunki:
- S. n. neglecta Audubon, 1844 – południowo-zachodnia i południowo-środkowa Kanada przez zachodnie USA (oprócz Wybrzeża Północno-Zachodniego) po środkowy Meksyk
- S. n. confluenta Rathbun, 1917 – wybrzeża południowo-zachodniej Kanady i północno-zachodnich USA (południowo-zachodnia Kolumbia Brytyjska do Oregonu)

## Morfologia
Długość ciała 21–26 cm. Wierzch ciała i boki brązowopłowe, w czarne kreski i plamki. Na głowie widoczne paski. Gardło, pierś i brzuch żółte; na piersi widoczny czarny rysunek. Brew żółta. Dziób długi, stożkowaty.

## Zasięg, środowisko
Prerie, łąki i tereny bardziej suche niż biotopy wojaka obrożnego; na zachód od środkowej i południowo-środkowej części Ameryki Północnej. W zimie wycofuje się na południe.

## Status
IUCN uznaje wojaka żółtogardłego za gatunek najmniejszej troski (LC, Least Concern) nieprzerwanie od 1988 roku. Organizacja Partners in Flight szacuje liczebność populacji na około 85 milionów dorosłych osobników. Trend populacji oceniany jest jako spadkowy; szacuje się, że w latach 1966–2015 liczebność tego ptaka spadła o 48%.